# Hugo Josef Vozdecký
D. Hugo Josef Vozdecký, O.Praem. (27. září 1920, Ivanovice – 18. prosince 1998) byl moravský římskokatolický duchovní, novoříšský premonstrát, perzekvovaný v době komunistického režimu.

## Životopis
V roce 1939 maturoval na Arcibiskupském gymnáziu v Kroměříži. V září téhož roku vstoupil do novoříšské premonstrátské kanonie. Rok studoval na bohoslovecké fakultě Univerzity Karlovy v Praze, v září 1940 složil jednoduché řeholní sliby a poté začal studovat biskupský teologický institut v Brně (celkem osm semestrů). Poté ho opat vyslal na studia do Říma, kde absolvoval teologická studia na Papežské gregoriánské univerzitě. Kněžské svěcení přijal 21. července 1946. Jeho prvním působištěm byly od prosince téhož roku brněnské Židenice, v květnu 1947 se stal katechetou v Nové Říši, později byl ustanoven zde prvním kooperátorem.
Od dubna 1948 byl kaplanem v Brně-Zábrdovicích. V následujících měsících pomáhal Bohuslavu Burianovi k útěku z republiky lidem, kteří se ukrývali před zatčením nebo už byli vyšetřováni. Byli mezi nimi také kněží a bohoslovci. Na přelomu let 1951 a 1952 byl zatčen a 23. října 1952 odsouzen v procesu Burian a spol. ke třinácti letům vězení za velezradu a vyzvědačství. Poté, co mu byl odebrán státní souhlas k veřejné duchovní službě, se ho ujala jedna žena, se kterou později uzavřel civilní sňatek. Ke konci života ale žil sám a bylo mu povoleno, aby soukromě sloužil mše svaté.
Před smrtí obnovil své kněžské závazky i řeholní sliby do rukou novoříšského opata Mariana Kosíka. Byl pak pohřben do řádové hrobky na hřbitově v Nové Říši. 